# Hypena chalcias
Hypena chalcias là một loài bướm đêm trong họ Erebidae.